# Ófalu (Románia)
Ófalu románul: Sat Bătrân, falu Romániában, a Bánságban, Krassó-Szörény megyében.

## Fekvése
Örményes (Armeniş) mellett fekvő település. 

## Története
Ófalu (Sat Bătrân) korábban Örményes (Armeniş) része volt. 1956-ban vált külön településsé 655 lakossal.
1966-ban 625 lakosából 624 román, 1 magyar volt. 1977-ben 636, 1992-ben 517, a 2002-es népszámláláskor 449 román lakosa volt.